# Socialismo árabe
O socialismo árabe é uma ideologia política fundamentada em torno de princípios socialistas e do nacionalismo árabe. O socialismo árabe se distingue das ideias socialistas difundidas no mundo árabe, que antecedem à ideia do socialismo árabe em cerca de 50 anos.

## Antecedentes e influência
O socialismo árabe foi uma tendência política historicamente importante, embora sua influência tenha enfraquecido. Essa influência atingiu seu auge durante as décadas de 1950 e 60, quando as ideologias do Partido Baath e, em menor grau, do movimento Nasserista estavam em formação. O termo "socialismo árabe" foi cunhado pelo filósofo sírio Michel Aflaq, um dos fundadores do Partido Baath, com o objetivo de diferenciá-lo do pensamento marxista ligado ao socialismo internacional da Europa Oriental e Leste Asiático, bem como à visão da democracia socialista na Europa Ocidental.